# Nome de Xánthi
Le nome de Xánthi (en grec : νομός Ξάνθης) est un nome de la Grèce situé dans la périphérie de Macédoine-Orientale-et-Thrace.
La capitale du nome de Xánthi est Xánthi.

## Municipalités

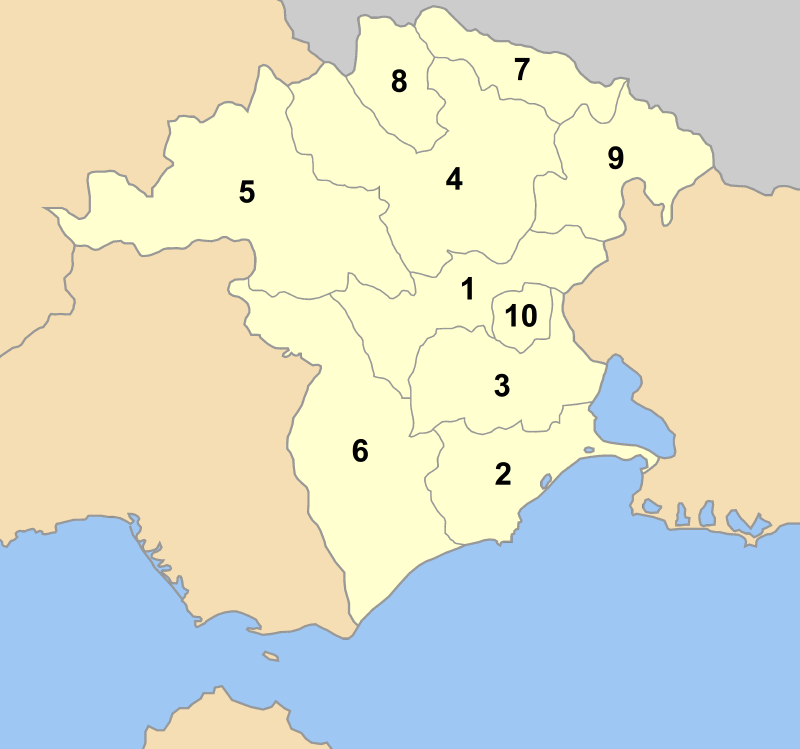
Les municipalités du nome de Xánthi

| Dème        | YPES code | Chef-lieu (si nom différent) | Code postal | Préfixe tel. |
| ----------- | --------- | ---------------------------- | ----------- | ------------ |
| Abdère      | 3901      |                              | 670 61      | 25410-5      |
| Myki        | 3905      |                              | 671 00      | 25410-2 à 7  |
| Stavroúpoli | 3909      |                              | 670 52      | 25420-2      |
| Topeiros    | 3910      | Éflalo                       | 672 00      | 25410-4      |
| Vistonída   | 3902      | Geniséa                      | 670 64      | 25410-8      |
| Xánthi      | 3906      |                              | 671 00      | 25410-2 à 7  |
| Kotýli      | 3904      |                              | 673 00      | 25540-2      |
| Sátres      | 3907      |                              | 673 00      | 25540-2      |
| Sélero      | 3908      |                              | 671 00      | 25410-2      |
| Thermes     | 3903      |                              | 673 00      | 25540-2      |

## Codes
- AH, en tête des immatriculations grecques,